# Katie St. Ives
Katie St. Ives, née le 19 décembre 1988 à Sherman Oaks, Californie, est une actrice de films pornographiques américaine.

## Biographie
Elle joue dans les parodies Brides Maids XXX (Smash Pictures), The Incredible Hulk: A XXX Porn Parody & X-Men XXX: A Porn Parody (2012) chez vivid.

## Filmographie
- 2017 : Sin with My Sister 3
- 2016 : Secret Lesbian Diaries 4
- 2015 : Mandingo Wrecked My Pussy 2
- 2014 : KissMe Girl 19
- 2014 : My First Gang Bang 5
- 2014 : Sloppy Girl 13
- 2013 : Girlfriends 6
- 2013 : Lesbian Adventures: Wet Panties Trib 5, All Teen Edition
- 2013 : Who Needs Guys
- 2012 : Belladonna: No Warning 7
- 2012 : Girls Kissing Girls 10
- 2012 : More Cola, la Brunette, cliente à la pizzeria
- 2012 : Lesbian Office Seductions 7
- 2012 : Spit
- 2012 : Let Me Suck You 4
- 2012 : Revenge of the Petites : Katie
- 2012 : Bush 2
- 2012 : Nasty Anal Tryouts 2 :
- 2012 : Truth, Dare or Bare : Katy
- The Teacher 4 (2011)
- The Honeymoaners (2011)
- Bridesmaids: A XXX Parody (2011)
- Racially Motivated 3 (2011)
- Spread Eagle (2011)
- The Incredible Hulk XXX: A Porn Parody (2011) : Sally
- Party Girls (2011/I)
- Teenage Spermaholics 7 (2011)
- Dark Meat 4 (2011)
- Let Me Suck You 2 (2011)
- Vegas Hookers (2011)
- Up Her Asshole: POV+ (2010)
- Alice (2010) : La souris
- Totally Unprofessional 1 (2010)
- Massive Facials 2 (2010)
- Pound the Round P.O.V. 6 (2010)
- Cheerleaders Like It Big (2010)
- Cuties (2010)
- Big Wet Asses! 17 (2010)
- Delinquents (2010)
- Evil Anal 12 (2010)
- Eyelashes (2010)
- Friends and Family (2010)
- Fuck Me in the Bathroom... Quadrupled (2010)
- Pornstar Bootcamp (2010)
- P.O.V. (2010)
- POV Cock Suckers 11 (2010) (comme Lilith Rose)
- Praise the Load 5 (2010)
- She's Gonna Blow P.O.V. 2 (2010)
- Slut Puppies 4 (2010)
- Sweet Pussy (2010)
- The Expert Guide to Female Orgasms (2010)
- Whores on the 14th (2010)
- Phat Ass White Booty 5 (2009)
- Cheers: A XXX Parody (2009) : Marci
- POV Pervert 11 (2009)
- Racially Motivated 1 (2009)
- Crowd Control (2009)
- Jerkoff Material 3 (2009)
- Angels of Debauchery 8 (2009)
- Bang, Bang, Bang! (2009)
- Black Listed (2009)
- Fucked on Sight 8 (2009)
- Fuck Face (2009)
- Let Me Jerk You (2009)
- Naughty Book Worms 17 (2009)
- Sperm Receptacles 5 (2009)
- Suck It Dry 7 (2009)
- The Naughty Cheerleaders Club 4 (2009)
- Thrilla in Vanilla (2009)

## Récompenses et nominations
nominations
- 2010 : AVN Award – Best POV Sex Scene - Jerkoff Material 3
- 2011 : AVN Award – Best POV Sex Scene - Fucked on Sight 8
- 2011 : AVN Award – Best New Starlet
- 2011 : XBIZ Award – New Starlet of the Year
- 2012 : AVN Award – Best Boy/Girl Sex Scene - Party Girls